# Эпическая музыка
Эпическая музыка (вариант: героическая музыка) — жанр современной классической музыки, основанный на широком спектре жанров. Изначально эпическая музыка создавалась для трейлеров к фильмам и компьютерным играм, затем появились музыкальные группы, создающие музыку жанра для массового слушателя.

## История
Первые компании, производящие музыку для трейлеров, которые позже стали производителями эпической музыки, были созданы в 1990-х годах, а американская Immediate Music стала одной из первых с 1993 года. С тех пор и до 2010 года было создано множество альбомов и синглов; однако они были доступны только клиентам компаний и киноиндустрии. До сих пор только немногие из этих альбомов официально или неофициально через интернет-платформы были выпущены для публики. В 2005—2010 годах некоторые композиторы впервые стали получать известность благодаря своим песням, которые были представлены на специальных мероприятиях, таких как Олимпийские игры и многих трейлерах.
Жанр трейлерной музыки был назван эпической, когда композиторы наконец начали выпускать публичные альбомы. Первой компанией, выпустившей альбом эпической музыки, был Globus (Epicon), за которым последовали Trailerhead от Immediate Music в 2008 году и Nu Epiq. Просьбы поклонников вдохновили Two Steps from Hell на публикацию первого публичного альбома Invincible в 2010 году. Публикация эпической музыки для массового слушателя, которую ранее называли музыкой для трейлеров и фильмов, показала, что на неё есть спрос. С выпуском альбомов, ориентированных на массового слушателя, аудитория поклонников эпической музыки продолжает расти.

### Текущее положение
Эпическая музыка также похожа на неоклассическую музыку. В отличие от трейлерной музыки, эпическая музыка — это самостоятельный жанр музыки, которая может быть использована в том числе в трейлерах. Хотя поклонники эпической музыки ассоциируют жанр с трейлерной музыкой и музыкой к фильму из-за сходства звучания, они делятся на три отдельных типа. Характерной особенностью жанра является тот факт, что на эпическую музыку не снимают отдельные музыкальные клипы, не дают концерты.